# Aéroport de Poitiers-Biard
Pour les articles homonymes, voir Biard (homonymie).
 (novembre 2022).
L'aéroport de Poitiers-Biard est un aéroport international français de la Vienne, situé sur la commune de Biard, à l'ouest de Poitiers.
Anciennement géré par la Chambre de commerce et d'industrie de la Vienne puis jusqu'au 31 décembre 2019 par Vinci Airports, il l'est en 2023 par la société SEALAR (Société d'exploitation et d'action locale pour les aéroports régionaux) et sa filiale, SEALAPB (Société d'exploitation et d'action locale de l'aéroport de Poitiers-Biard) qui est responsable de l'aéroport.
L'aéroport est ouvert au trafic national et international commercial, aux avions privés.

## Historique
L'aéroport est en partie installé sur un terrain occupé auparavant par un champ de courses, comme l'indique le plan cadastral de 1831. L'hippodrome est ensuite transféré un peu plus au nord sur la commune de Vouneuil-sous-Biard. Cet espace devient un terrain de secours en 1920, puis en 1924 s'y installe l'Aéroclub du Poitou, sous l'impulsion de M. Ségeron entouré d'une équipe d'anciens pilotes de la guerre 1914-1918. Il s'étend alors sur une superficie de 400 x 500 m. C'est aussi en 1924 qu'est créée la première liaison commerciale vers Paris depuis Poitiers.
Dans les années 1930, la Chambre de commerce et d'industrie de la Vienne entre en relation avec l’Aéroclub du Poitou afin d’aménager le terrain d’aviation de Biard.
Elle veut faire de Poitiers une des escales du trafic Paris - Bordeaux - Madrid, assuré par l’aviation postale.
Des démarches sont aussi faites en vue de la création d’une ligne La Rochelle - Strasbourg avec escale à Poitiers.
Un projet de concession de l’aéroport de Poitiers-Biard à la Chambre de Commerce est examiné par le Ministère de l’Air. Le terrain de Poitiers Biard est définitivement choisi par les services ministériels peu avant la Seconde Guerre mondiale.
Après la guerre de 1939-1945, le terrain est étendu avec deux pistes en herbe et, entre 1950 et 1953, est bâti l'actuel bâtiment de l'aéroclub. En 1958, la Chambre de Commerce est autorisée à développer un aéroport et la Postale de nuit est installée.
Une piste en dur de 1 800 m est construite en 1962 et en 1966, sur le site devenu aéroport, une aérogare est édifiée.
En 1968, les premières lignes régulières sont créées notamment avec Air Poitou-Charentes (créée en 1969) vers Marseille et Strasbourg puis plus tard, Dijon et Mulhouse ou Touraine Air Transport (TAT) vers Lyon (1er juillet 1969).
La même année, la Chambre de Commerce et d’Industrie de la Vienne devient concessionnaire de l’Aéroport Poitiers-Biard pour une durée de 50 ans renouvelable. Un partenariat est installé avec les collectivités territoriales : les investissements sont financés par la Compagnie Consulaire, le Conseil général de la Vienne et la Ville de Poitiers.
Dans les années 1970, le tracé de l'autoroute A10, qui longe le site à l'ouest, entraîne la disparition de la piste sud-est nord-ouest.
En août 1971, un décret classe ce terrain comme aérodrome international. La piste principale est allongée de 1 800m à 2 350m, ce qui provoque, au sud-ouest, le détournement vers le sud de la route D6, de Poitiers à Lavausseau et Parthenay qui passe dorénavant dans le bourg de Biard.
Ensuite, l'extension de l'aérogare est envisagée[réf. souhaitée] et, en 1979, un bâtiment rectangulaire (aérogare internationale) est ajouté au nord-est du bâtiment circulaire (aérogare nationale).
En 1978, un hangar pour avions de 540 m2 est construit, ainsi que le centre de tri postal à l'est.
Dans les années 1970, une compagnie aérienne de transport à la demande, Trans Air Océan s'installe à Biard avec des Cessna 402 et 310.
À partir de 1997, l'aéroport accueille le Concorde. Cette même année, de nouveaux travaux d'extension de l'aérogare sont exécutés en deux tranches. L'aérogare internationale est agrandie et la rotonde transformée en bureaux et salle de réunions. L'inauguration a lieu le 11 mars 2002. La deuxième tranche concerne l'extension du restaurant (à l'étage de la rotonde), une liaison par un ascenseur entre les deux bâtiments, l'extension du parking et la création d'un rond-point sur la RN 10.
En 2001, c'est le lancement de la première ligne low-cost sur Londres avec la filiale de la compagnie KLM, "Buzz" et l'été 2003 verra une ligne saisonnière vers Ajaccio.
Poitiers est relié à Lyon sur la ligne La Rochelle-Lyon depuis octobre 2004 par la compagnie française Airlinair qui assure également la ligne La Rochelle-Poitiers-Ajaccio l'été.
Airlinair a transporté plus de 16 000 passagers en 2007 et plus 36 700 personnes du 1er Novembre 2010 au 30 Octobre 2011 en ATR-42-200 de 48 places qui le remplace depuis octobre 2011 par un ATR-72-500 de 65 places.
Vinci Airports obtient la concession en 2013 et la filiale Hop ! de la compagnie d'Air France assure dorénavant la ligne La Rochelle-Poitiers-Lyon comme la ligne saisonnière vers Ajaccio qui fête ses 10 ans.
Air France par sa filiale Hop! conserve la ligne Lyon-Poitiers-La Rochelle en remportant le renouvellement pour 4 ans de son contrat de d'obligation de service public à compter du 1er novembre 2015. Elle transporte plus de 35 000 passagers sur la ligne en ATR-42 de 48 places, 2 fois par jour.
Le 18 octobre 2019, le Syndicat Mixte de l'Aéroport choisit la société SEALAR comme délégataire de service public, société gérant déjà les aéroports de Brest, Morlaix, Quimper et qui est actionnaire de celui de Marseille. La compagnie Chalair Aviation remplace Air France Hop sur la ligne La Rochelle-Poitiers-Lyon depuis novembre 2019.
En 2022, le département de la Vienne lance un appel d'offres pour remplacer les vols assurés La Rochelle-Poitiers-Lyon par la compagnie Chalair, qui décide quelques mois auparavant de ne pas renouveler le contrat de délégation de service public passé avec l'aéroport. Cette année là, seulement 5 228 passagers ont emprunté la ligne de/vers Lyon. Ryanair quant à elle propose à l'année des vols vers Londres et nouveauté pour l'été, des vols vers Lisbonne et Edimbourg mais à quelques jours du premier départ de la saison, l'aéroport de Lisbonne ayant refusé les créneaux à Ryanair, c'est la destination de Barcelone qui était proposé en substitution.
En 2023, ce sont les vols vers Londres, Edimbourg et Barcelone qui constituent la majorité des passagers empruntant l'aéroport de Poitiers. La ligne Poitiers-Lyon ayant été abandonnée le 31 octobre 2023 sur décision de l'aéroport. C'était la compagnie Tchèque Van Air Europe pour L'Odyssey qui assurait la ligne en 1h25 à l'aide d'un LET L-410 Turbolet de 19 places.
A l'été 2024, seul la compagnie à bas prix Irlandaise Ryanair propose des vols non quotidiens vers Londres, Barcelone et Edimbourg.

## Compagnies aériennes et destinations
| Compagnies | Destinations                                              |
| ---------- | --------------------------------------------------------- |
| Ryanair    | Londres-Stansted En saison : Barcelone-El Prat, Édimbourg |

## Description
L'infrastructure est défini comme un aérodrome civil de catégorie C.
Il comporte 3 pistes, l'une de 2 350 m (sur 45 de large), l'autre de 700 m et la troisième de 1 200 m.
L'aérogare est d'une surface de 1 400 m2.
Les hangars des aéronefs ont une superficie de 2 000 m2.

## Trafic
Le tableau et le graphique ci-dessous récapitulent l'évolution du trafic de passagers de ces dernières années.
Pour des raisons techniques, il est temporairement impossible d'afficher le graphique qui aurait dû être présenté ici.

Voir la requête brute et les sources sur Wikidata.
| Évolution du trafic passagers | Évolution du trafic passagers | Évolution du trafic passagers | Évolution du trafic passagers | Évolution du trafic passagers | Évolution du trafic passagers |
| Année                         | National                      | International                 | Transit                       | Total                         | Évolution                     |
| ----------------------------- | ----------------------------- | ----------------------------- | ----------------------------- | ----------------------------- | ----------------------------- |
| 1997                          | 38 691                        | 5 696                         | 7 185                         | 51 572                        | -                             |
| 1998                          | 43 550                        | 3 993                         | 7 936                         | 55 479                        | + 7,58 %                      |
| 1999                          | 41 216                        | 3 236                         | 6 916                         | 51 368                        | -7,41 %                       |
| 2000                          | 39 519                        | 4 856                         | 6 333                         | 50 708                        | -1,28 %                       |
| 2001                          | 30 233                        | 30 668                        | 4 913                         | 65 814                        | + 29,79 %                     |
| 2002                          | 26 870                        | 48 347                        | 2 604                         | 77 821                        | + 18,24 %                     |
| 2003                          | 18 221                        | 67 528                        | 3 428                         | 89 177                        | + 14,59 %                     |
| 2004                          | 9 273                         | 95 051                        | 4 571                         | 108 895                       | + 22,11 %                     |
| 2005                          | 15 012                        | 107 263                       | 11 719                        | 133 994                       | + 23,05 %                     |
| 2006                          | 19 111                        | 101 450                       | 15 057                        | 135 618                       | + 1,21 %                      |
| 2007                          | 22 617                        | 83 205                        | 15 745                        | 121 567                       | -10,36 %                      |
| 2008                          | 20 348                        | 84 038                        | 16 647                        | 121 033                       | -0,44 %                       |
| 2009                          | 15 491                        | 88 595                        | 15 021                        | 119 107                       | -1,59 %                       |
| 2010                          | 18 393                        | 79 686                        | 16 250                        | 114 329                       | -4,01 %                       |
| 2011                          | 23 962                        | 66 772                        | 18 855                        | 109 589                       | -4,15 %                       |
| 2012                          | 22 976                        | 75 150                        | 20 257                        | 118 383                       | 8,02 %                        |
| 2013                          | 20 426                        | 68 851                        | 18 687                        | 107 964                       | -8,80 %                       |
| 2014                          | 21 232                        | 70 292                        | 18 013                        | 109 537                       | + 1,46 %                      |
| 2015                          | 21 999                        | 82 695                        | 18 253                        | 122 947                       | + 12,24 %                     |
| 2016                          | 21 863                        | 67 112                        | 19 870                        | 108 845                       | - 11,5 %                      |
| 2017                          | 23 784                        | 71 153                        | 22 380                        | 117 317                       | + 7,8 %                       |
| 2018                          | 26 937                        | 67 571                        | 24 916                        | 119 424                       | + 1,8 %                       |
| 2019                          | 26 192                        | 66 387                        | 21 555                        | 114 134                       | ▼ −4,43 %                     |
| 2020                          | 7 764                         | 13 281                        | 6 370                         | 27 415                        | ▼ −75,98 %                    |
| 2021                          | 6 593                         | 12 939                        | 6 630                         | 26 162                        | ▼ −4,57 %                     |
| 2022                          | 6 147                         | 75 291                        | 7 620                         | 89 058                        | ▲ +240,41 %                   |
| 2023                          | 3 268                         | 88 966                        | 1 263                         | 93 497                        | ▲ +4,98 %                     |
| 2024                          | 354                           | 81 234                        | 21                            | 81 609                        | ▼ −12,71 %                    |

## Rapport de la Cour des Comptes de 2007
L'aéroport de Poitiers-Biard fait l'objet d'un rapport de la Chambre régionale des comptes de Poitou-Charentes, rendu public le 24 septembre 2007.
Il est constaté que les vols non commerciaux dominent en nombre, mais ce sont les lignes régulières (Londres et Lyon) qui assurent l’essentiel des dépenses et recettes et constituent l’enjeu économique. Le soutien public aux compagnies exploitantes de ces lignes appelle des observations de la juridiction financière :
- si l’intérêt économique de la ligne Poitiers-Londres semble assuré (100 000 passagers par an), les conditions des aides (560 000 €/an) versées à la compagnie à bas coût ne paraissent pas conformes aux textes européens : des cas similaires ont été sanctionnés par les juridictions administratives ;
- des compagnies bénéficient de prestations aéroportuaires à des tarifs négociés inférieurs aux tarifs publics, sans information préalable de l’assemblée consulaire, ce qui pose question en droit national et européen (publicité, caractère non discriminatoire, lignes directrices européennes) au vu des sommes en jeu : environ 400 000 €/an ;
- la ligne Poitiers-Lyon est subventionnée légalement, par « obligation de service public » partagée avec l'aéroport de La Rochelle. Toutefois, le coût supporté (350 000 €/an) – même mutualisé et dégressif dans le temps – paraît élevé pour le nombre de passagers concernés (15 000/an), alors que la démonstration de l’adéquation d’une telle desserte aux objectifs de l'aéroport est perfectible, notamment du point de vue coût/efficacité.